# 莊萊德
莊萊德（英語：Everett Francis Drumright，1906年9月15日—1993年4月24日），美國外交官，出生於奧克拉荷馬州，曾在臺灣擔任美國駐中華民國大使，亦歷任美國駐香港總領事及駐孟買總領事等職，通曉中文，在中華民國大陸時期有廣泛的派駐經驗，不僅為美國駐韓大使館創館後第一代館員，並曾赴英國、印度、墨西哥、日本等地的美國機構服務:243。

## 外交生涯

### 早期經歷
莊萊德於1931年加入外交界服務:243，首次海外勤務為美國駐墨西哥華雷斯城副領事:243，1931年至1932年赴華擔任駐漢口領事館副領事，同年至1934年間進入北平（現北京）華語學校受訓，1934年至1937年調至駐上海總領事館，1937年至1938年任漢口總領事館政治官，1938年至1941年間則在美國駐中華民國大使館南京館址:243及重慶館址服務，1941年前往上海時，與其他外交官遭到日軍拘禁一年，直至1942年透過換囚計畫獲釋為止:9。此後，他在1943年擔任美國大使館二等秘書駐成都辦事處負責人，同時兼轄西安的業務，於1943年5月至1944年6月間前往當地:11，1944年至1945年改派至重慶的駐中華民國大使館擔任政治官，至離華之前的外交官銜為一等秘書:243。

### 戰後經歷
莊萊德調回美國後，1945年至1946年任美國國務院中國事務處（Division of Chinese Affairs）處長，1946年起則在駐英國大使館任職，1948年短暫調至日本東京，擔任駐日盟軍總司令部政治顧問西博爾德的副手。同年大韓民國建國後，莊氏亦派赴該國，參與美國駐韓大使館的籌建工作:14並擔任該館參贊至1951年止。他在任內負責輔佐第一任駐韓大使穆喬，代其撰寫大部分從駐韓使館發回華府的外交電文，也由於其具備流利的中文能力，使他與韓國在華臨時政府出身的韓國官員溝通時裨益良多。1950年韓戰爆發後，他是美國使館最早得知戰爭爆發的館員，力主撤館並隨韓國政府播遷至大田及大邱，直至聯合國軍收復漢城（今首爾）為止:244。
離韓之後，莊萊德自1951年起改派印度，先任駐印度大使館參贊，1952年及1953年間短暫出任駐孟買總領事。1953年，莊萊德再度返回國務院中國科:20，擔任東亞事務副助卿:33，1954年至1958年出任駐香港總領事期間，負責蒐集中國大陸相關情報，從毛澤東的動向至飢荒等問題均涵蓋在內:20。除此之外，莊萊德任內的駐港總領館亦著手調查華人移民的前途問題，總領館在他的領導下，依據駐港副總領事莫柳泉的報告書創立了調查員計畫，投入30多名的人力，破獲美港兩地之間的多宗造假移民案:20。

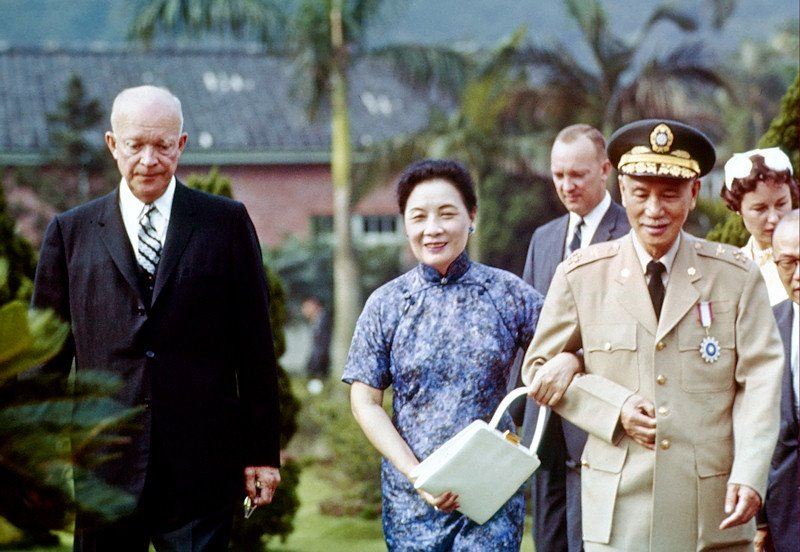
莊萊德大使（後方）偕同艾森豪總統在臺灣會見蔣介石總統，1960年6月攝。

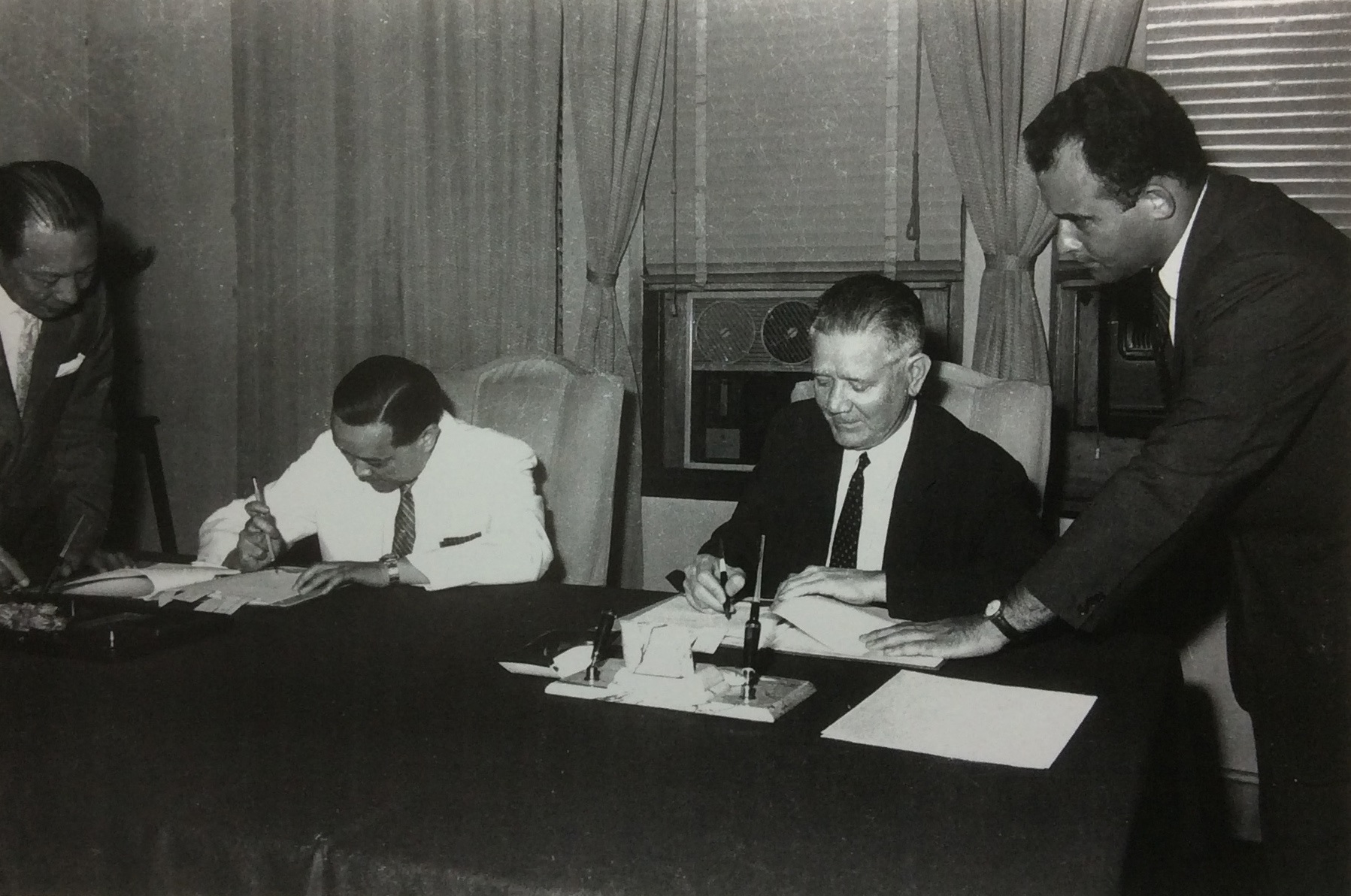
莊萊德大使（右）在臺北市與中華民國外交部長沈昌煥（左）簽署《第四次剩餘農產品銷售協定》，1960年8月攝。

1958年，他獲總統艾森豪任命為中華民國政府遷臺後的第二任美國大使。駐臺當年即初逢第二次臺灣海峽危機，他作為駐當地使節，強烈擁護艾森豪總統和杜勒斯國務卿對國民政府及其離島的支援態度:34。1960年6月時，他於任內經歷艾森豪總統與尼克森副總統對臺灣的訪問，成為戰後至1979年斷交前唯一一次美國在職總統親訪臺灣的紀錄。莊氏任內尚致力於美國與中華民國間《第四次剩餘農產品銷售協定》（4th Surplus Agricultural Commodities Agreement）的締結，中華民國政府可根據該協定，以新臺幣支付美國農產品，而美國政府把所得的新臺幣用於共同防衛目的和美臺教育交換計畫等用途。莊萊德在臺灣服務至約翰·甘迺迪總統上任初期為止，1962年卸任並離臺。

## 個人生活
莊萊德的妻子莊富蘭芝（Florence Teets Drumright）為記者出身的作家，曾以富蘭芝·卜根（Florence Bergen）為筆名創作小說《蘿星黛之戀》（The men who loved Lucinda）。夫妻兩人均與中華民國外交部外交官邵毓麟熟識，莊萊德的漢名即為邵氏所取。1993年4月24日，莊萊德於南加州波威帕瑪拉多醫院病逝。